# Bossolasco
Bossolasco là một đô thị tại tỉnh Cuneo trong vùng Piedmont của Italia, vị trí cách khoảng 70 km về phía đông nam của Torino và khoảng 45 km về phía đông bắc của Cuneo. Tại thời điểm ngày 31 tháng 12 năm 2004, đô thị này có dân số 686 người và diện tích 14,3 km².
Bossolasco giáp các đô thị: Bonvicino, Cissone, Dogliani, Feisoglio, Murazzano, Niella Belbo, San Benedetto Belbo, Serravalle Langhevà Somano.